# Amaryllidoideae
Sous-famille
Les Amaryllidoideae sont une sous-famille de plantes monocotylédones de la famille des Amaryllidaceae et de l'ordre des Asparagales.
La plus récente classification botanique de l'Angiosperm Phylogeny Group, l'APG III, considère les Amaryllidaceae dans une vision élargie, avec trois sous-familles, dont l'une, les Amaryllidoideae correspond à l'ancienne famille des Amaryllidaceae, et les autres sont les Allioideae (ancienne famille des Alliaceae) et les Agapanthoideae (ancienne famille des Agapanthaceae).
Cette sous-famille comprend 59 genres et approximativement 800 espèces, réparties dans les régions à climat tempéré et chaud de tous les continents.
Ce sont des plantes herbacées vivaces, pourvues de bulbes ou de rhizomes.
Elles furent classées pour la première fois par le botaniste français, Jaume Saint-Hilaire, dans son ouvrage publié en 1805.
Les Amaryllidoideae sont généralement des plantes bulbeuses qui peuvent être facilement reconnues à leurs feuilles assez charnues, leur inflorescences en ombelle portées par un pédoncule et leurs fleurs, généralement grandes et voyantes, à six étamines et à ovaire infère.
Les espèces de la sous-famille des Allioideae (comme l'ail et l'oignon) sont tout à fait semblables à celles des Amaryllidoideae, mais s'en différencient par la position de l'ovaire et par le fait qu'elles n'ont pas de disulfure d'allyle, composé soufré qui confère à l'ail son odeur caractéristique. Les Amaryllidoideae se distinguent également d'un autre groupe très proche, celui des agapanthes (sous-famille des Agapanthoideae), par la position de l'ovaire et l'absence de stéroïde de saponine, qui sont typiques de ces dernières.
De nombreuses espèces d'Amaryllidoideae sont populaires comme plantes ornementales dans les parcs et jardins et sont également cultivées aussi pour la production de fleurs coupées dans le monde entier.

## Caractéristiques générales

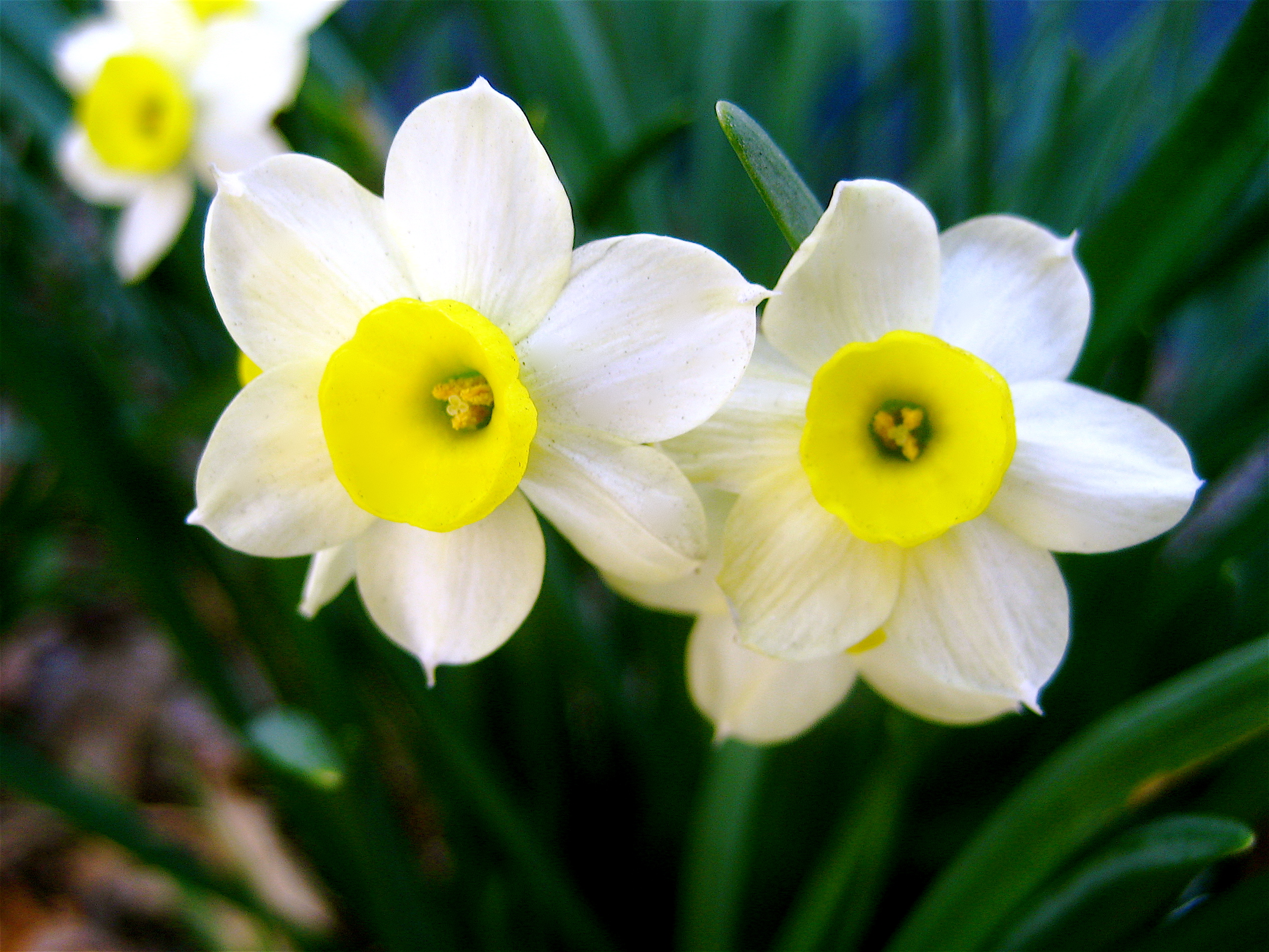
Périgone (crème) et parapérigone (jaune) chez Narcissus.
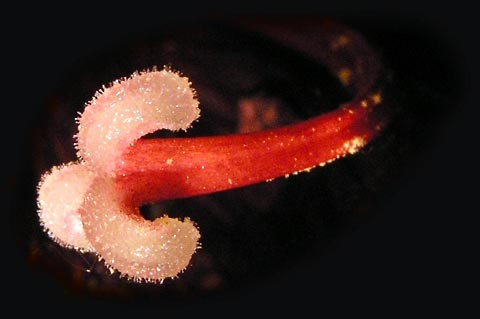
Stigmate trifide chez Hippeastrum.
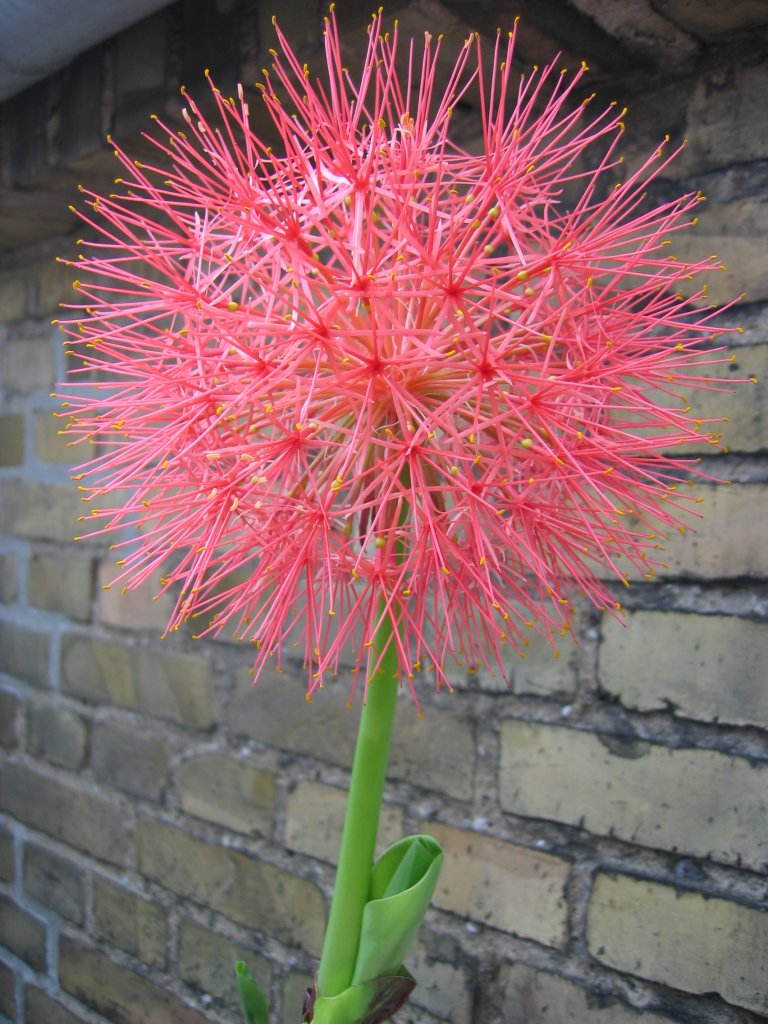
Ombelle de Scadoxus.
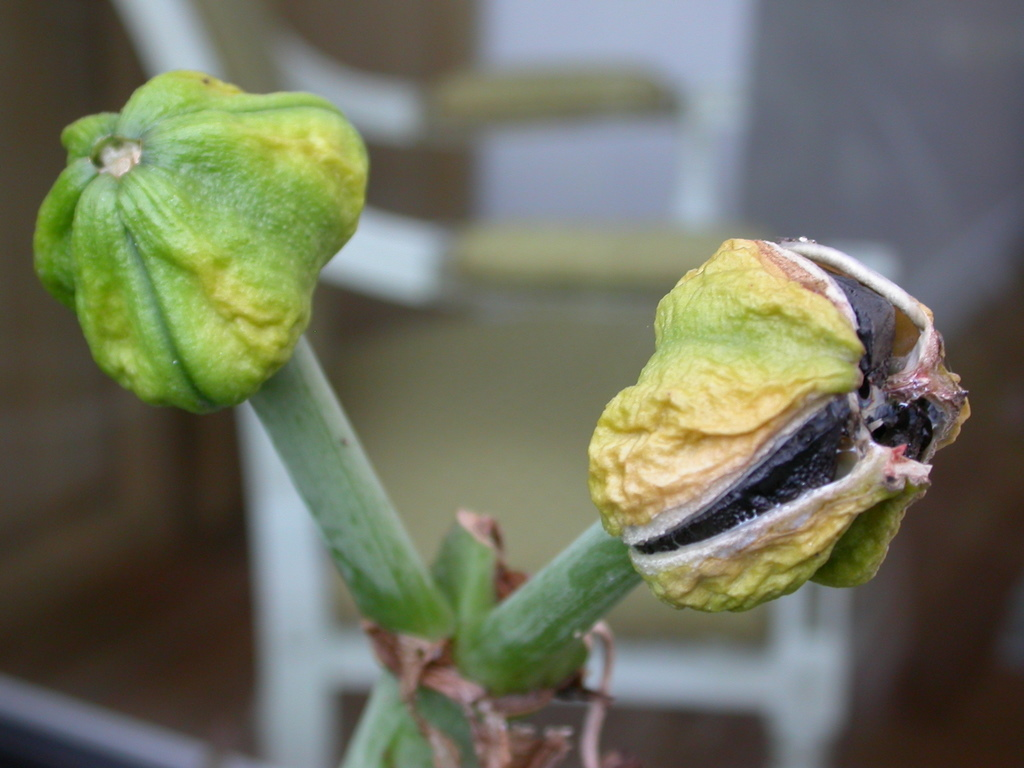
capsule loculicide d'Hippeastrum.
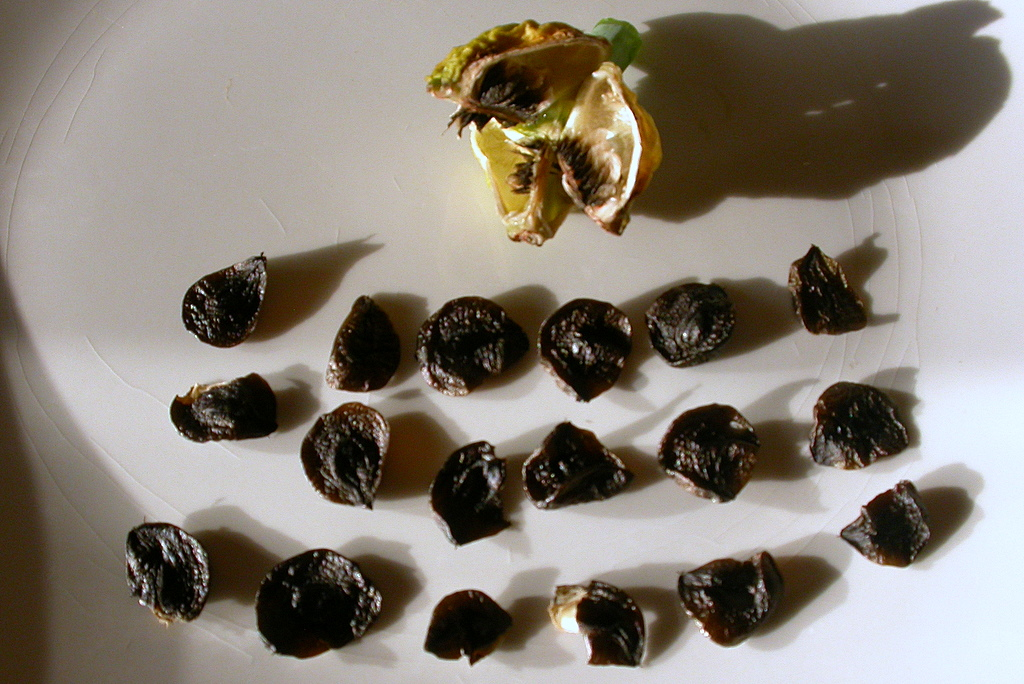
Graines d'Hippeastrum.

Les Amaryllidoideae sont des plantes terrestres, rarement aquatiques ou épiphytes, herbacées ou succulentes et vivaces. 
Elles présentent des bulbes ou, plus rarement, des rhizomes (par exemple chez Clivia et Scadoxus). 
Les bulbes sont recouverts par les bases membraneuses des feuilles, formant une structure appelée « tunique ». 
La racine principale est bien développée.
Les feuilles sont simples, à nervures parallèles, au bord entier, linéaires, oblongues, elliptiques, lancéolées ou filiformes, sessiles ou pétiolées, généralement disposées en rosette, spiralées ou distiques. Les feuilles présentent un méristème basal persistant et un développement basipète.
Les fleurs sont regroupées en inflorescences cymeuses, déterminées, situées à l'extrémité d'un pédoncule, parfois contractées et similaires à des  ombelles (« pseudo-ombelles »), rarement réduites à des fleurs solitaires. Les bractées involucrales, celles qui entourent les boutons de fleurs, peuvent être présentes ou absentes,.
Les fleurs sont hermaphrodites, actinomorphes (c'est-à-dire à symétrie radiale) ou légèrement zygomorphes, pédicellées ou sessiles, voyantes, chacune associée à une bractée filiforme. 
Le périgone est composé de six tépales disposés en deux verticilles de trois pièces chacun, qui présentent approximativement la même forme et la même taille. 
Les tépales sont libres entre eux ou bien, ils peuvent être soudés à la base, formant un tube périgonial ou hypanthe, lequel se prolonge parfois en une couronne (parapérigone ou fausse corolle, par exemple chez Narcissus), parfois réduite à des écailles ou des dents peu notables. 
Les tépales peuvent être de couleur verte ou vert et blanc, blanc pur, ou d'une combinaison de crème, jaune, rouge, rose, pourpre ou marron, très rarement de bleu,.
L'androcée compte six étamines en deux verticilles de trois pièces chacun (rarement trois étamines, comme chez Zephyra, ou jusqu'à 9 à 18 dans quelques rares cas, comme chez Gethyllis), opposées aux tépales, insérées sur le tube du périgone ou à la base des tépales. 
Les filaments sont minces, filiformes ou sont élargis à la base, ils peuvent être libres (Hippeastrum) ou réunis par une membrane dénommée « coupe staminale » qui entoure l'ovaire, comme par exemple chez Hymenocallis. 
Les anthères sont oblongues ou linéaires.
Les étamines ont parfois des appendices qui forment une couronne staminale (par exemple chez Hymenocallis).
Le gynécée, du type à ovaire infère, est formé de trois carpelles soudés délimitant trois cavités ou locules, lesquelles contiennent de deux à trois ou de nombreux ovules anatropes à placentation axillaire. 
L'ovaire est surmonté par un style et un stigmate minuscule, entier à profondément trifide. 
Il y a généralement des nectaires floraux et la sécrétion de nectar provient du périgone ou du gynécée, généralement dans les cloisons de l'ovaire,.
Le fruit est une capsule indéhiscente ou une capsule loculicide, et peut être parfois une baie. 
Les graines sont sèches à charnues, plates ou globuleuses, ailées ou sans ailes, et présentent un endosperme qui n'a pas de réserve d'amidon mais d'huiles.
Le péricarpe est généralement incrusté de phytomélanines (à quelques exceptions près, comme Amaryllis ou Hymenocallis). La couleur de la graine est généralement noire, ou également verte ou rouge.
Les chromosomes des Amaryllidoideae sont en général grands, de 3 à 28 µm. 
Le nombre chromosomique de base est x = 6, 8, 9, 10, 11 et 26, et varie selon les tribus,.

## Diversité des types de fleurs chez lesAmaryllidoideae

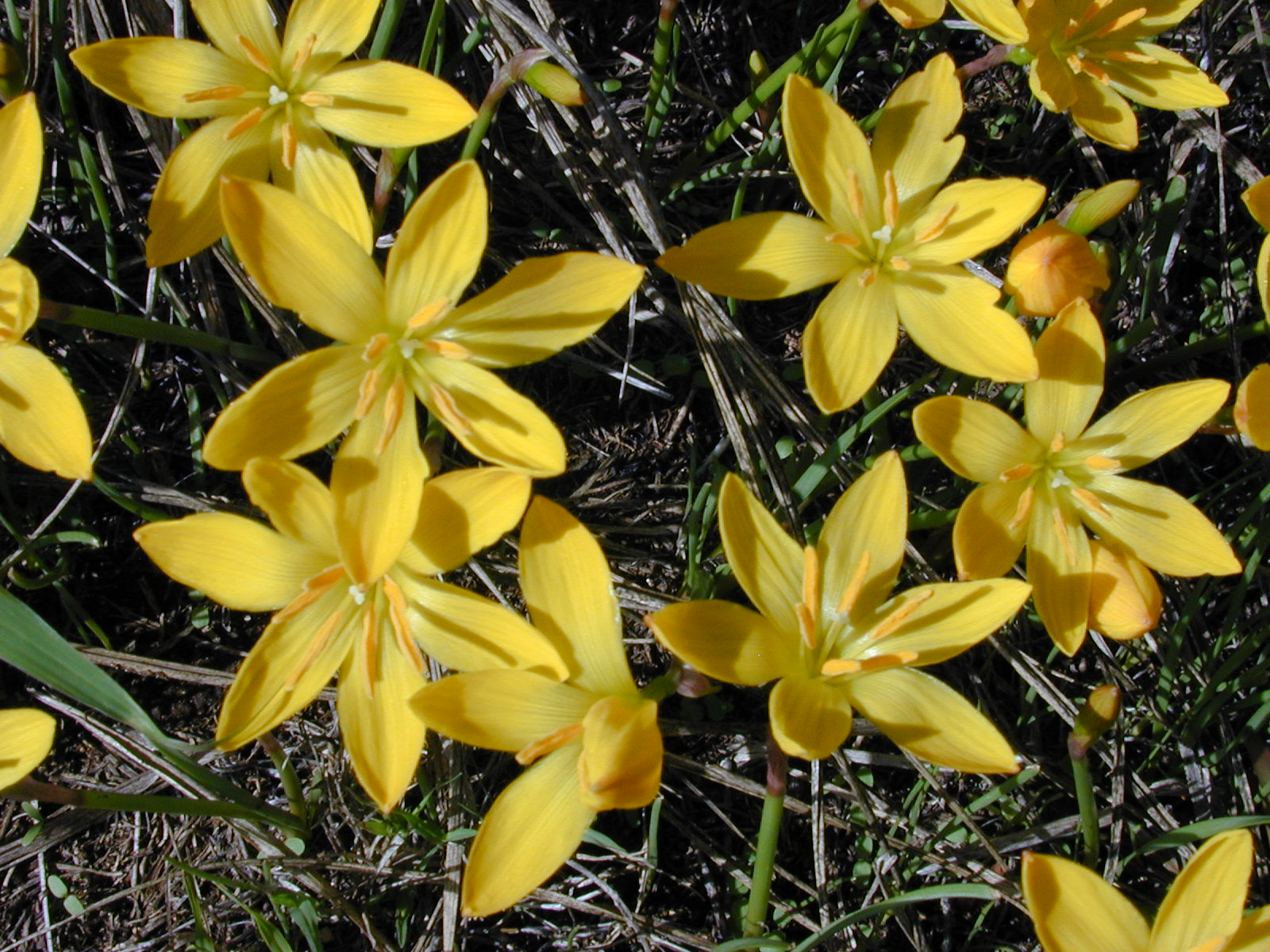
Zephyranthes citrina.
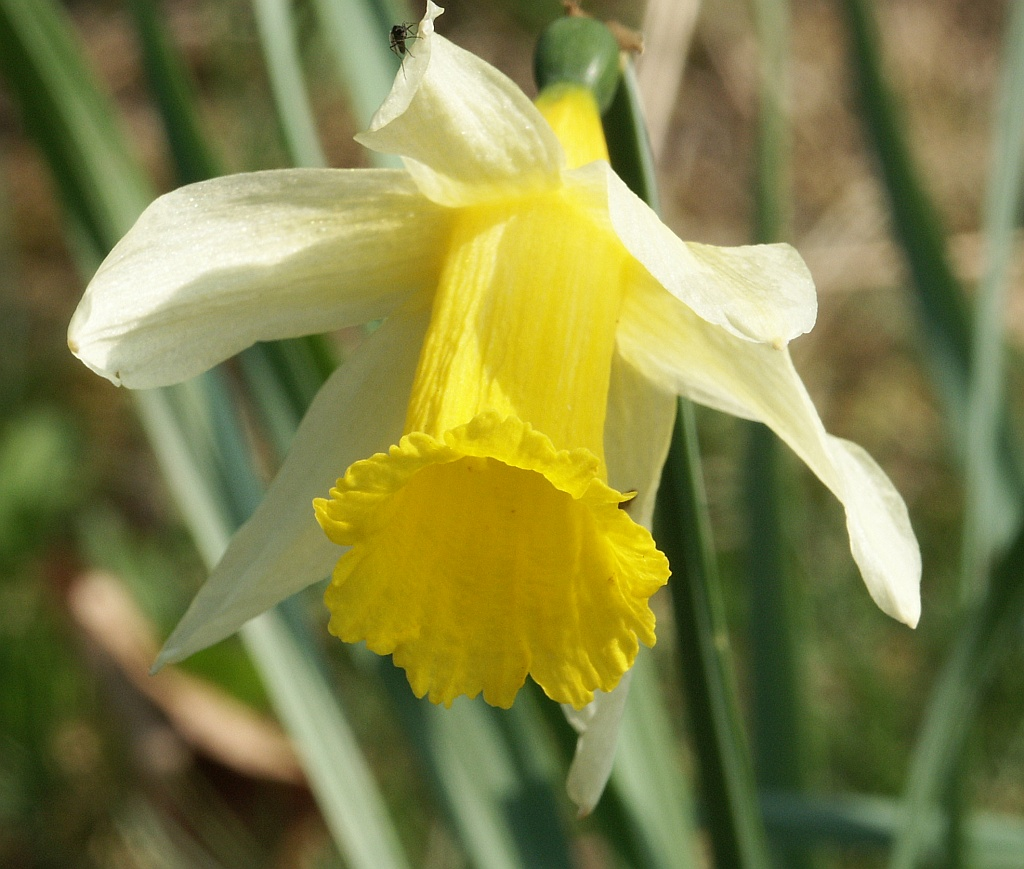
Narcissus pseudonarcissus.
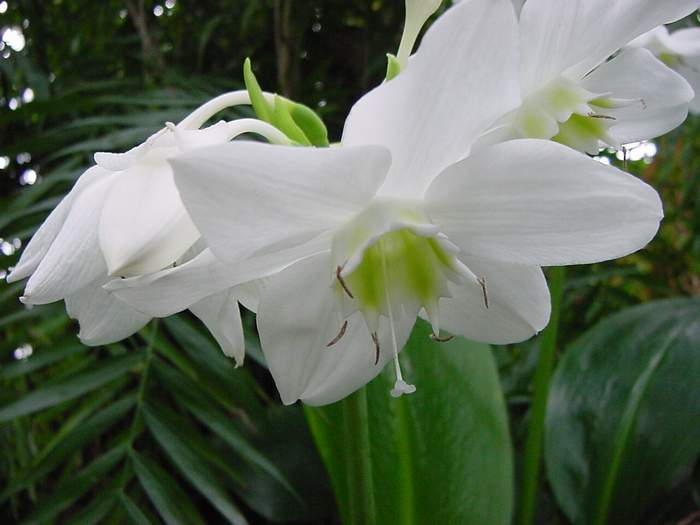
Eucharis amazonica.
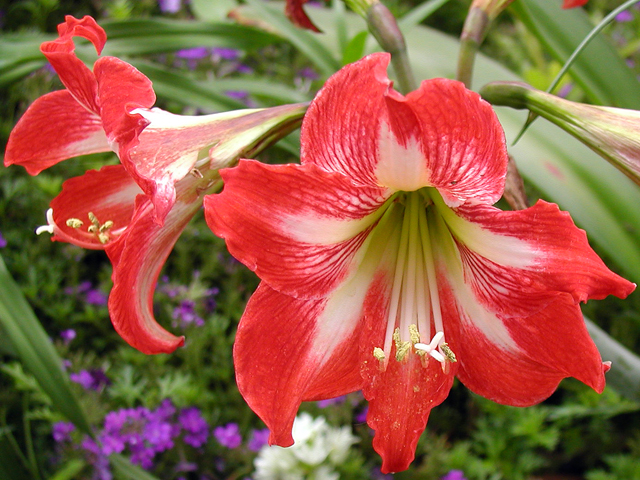
Hippeastrum × johnsonii.
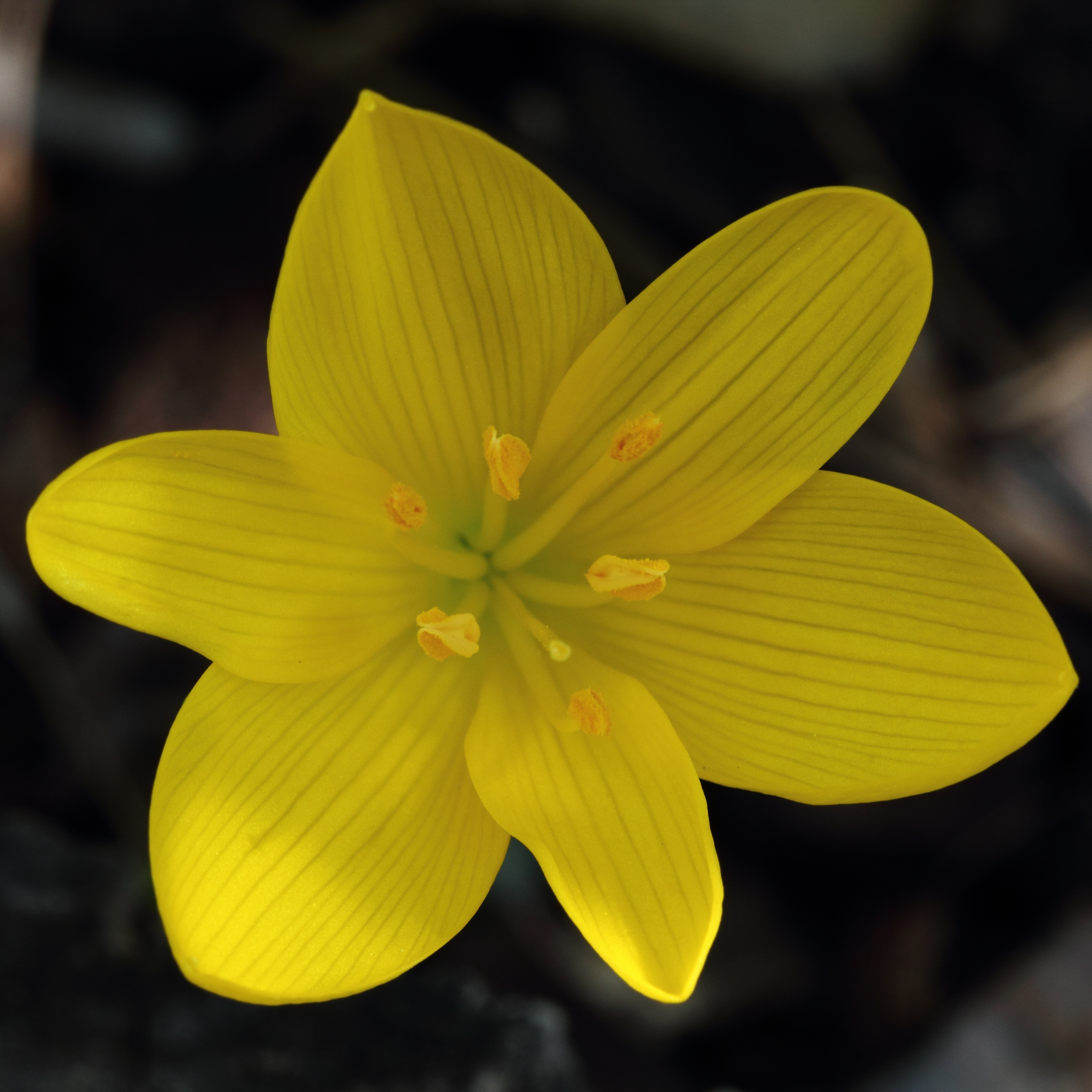
Sternbergia lutea.
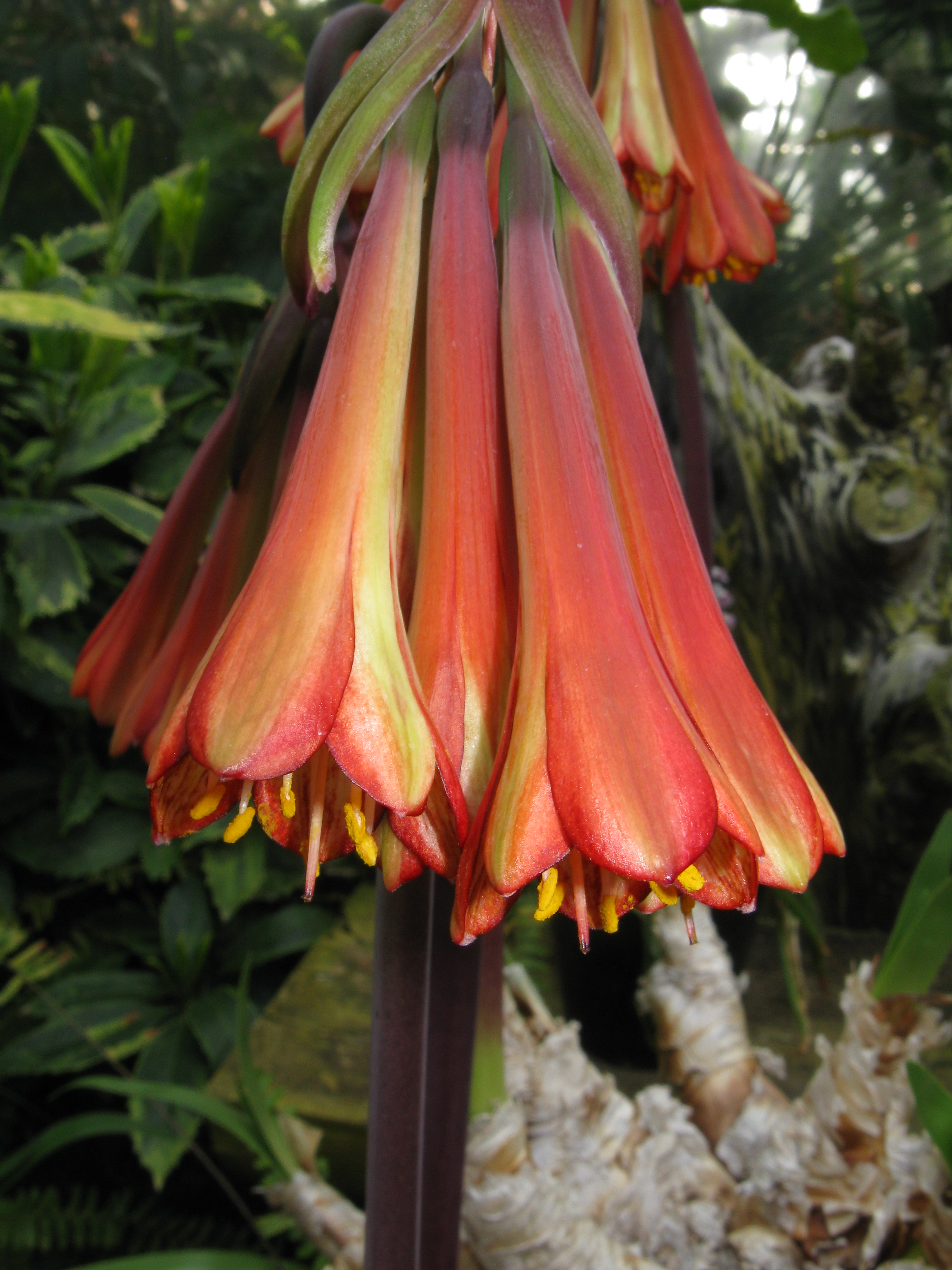
Cyrtanthus falcatus.

## Taxinomie

### Liste des tribus
Selon Tropicos (14 juin 2016) (Attention liste brute contenant possiblement des synonymes) :
- tribu Amaryllideae Dumort.
- tribu Calostemmateae D. Müll.-Doblies & U. Müll.-Doblies
- tribu Cyrtantheae Traub
- tribu Eucharideae Hutch.
- tribu Eustephieae Hutch.
- tribu Galantheae Parl.
- tribu Gethyllideae Dumort.
- tribu Hippeastreae Herb. ex Sweet
- tribu Hymenocallideae Small
- tribu Lycorideae Traub ex D. Müll.-Doblies & U. Müll.-Doblies
- tribu Narcisseae Lam. & DC.
- tribu Pancratieae Dumort.
- tribu Stenomesseae Traub

### Liste des genres
Selon DELTA Angio (14 juin 2016) :
- genre Amaryllis
- genre Ammocharis
- genre Apodolirion
- genre Bokkeveldia
- genre Boophone
- genre Bravoa
- genre Brunsvigia
- genre Caliphruria
- genre Calostemma
- genre Carpolyza
- genre Chlidanthus
- genre Choananthus
- genre Clivia
- genre Cooperia
- genre Crinum
- genre Cryptostephanus
- genre Cybistetes
- genre Cyrtanthus
- genre Eucharis
- genre Eucrosia
- genre Eurycles
- genre Eustephia
- genre Galanthus
- genre Gemmaria
- genre Gethyllis
- genre Griffinia
- genre Habranthus
- genre Haemanthus
- genre Hannonia
- genre Hessea
- genre Hieronymiella
- genre Hippeastrum
- genre Hymenocallis
- genre Ismene
- genre Lapiedra
- genre Leptochiton
- genre Leucojum
- genre Lycoris
- genre Namaquanula
- genre Narcissus
- genre Nerine
- genre Pamianthe
- genre Pancratium
- genre Paramongaia
- genre Phaedranassa
- genre Phycella
- genre Placea
- genre Proiphys
- genre Pucara
- genre Pyrolirion
- genre Rauhia
- genre Rhodophiala
- genre Scadoxus
- genre Sprekelia
- genre Stenomesson
- genre Sternbergia
- genre Strumaria
- genre Tapeinanthus
- genre Tedingea
- genre Traubia
- genre Ungernia
- genre Urceolina
- genre Vagaria
- genre Vallota
- genre Worsleya
- genre Zephyranthes

### Liste des genres, espèces, sous-espèces, variétés et non-classés
Selon NCBI (14 juin 2016) :
- genre Acis
  - Acis autumnalis
    - variété Acis autumnalis var. oporantha

  - Acis fabrei
  - Acis longifolia
  - Acis nicaeensis
  - Acis rosea
  - Acis tingitana
  - Acis trichophylla
  - Acis valentina
- genre Amaryllis
  - Amaryllis belladonna
  - Amaryllis minuta
  - Amaryllis paradisicola
- genre Ammocharis
  - Ammocharis angolensis
  - Ammocharis baumii
  - Ammocharis coranica
  - Ammocharis longifolia
  - Ammocharis nerinoides
  - Ammocharis tinneana
- genre Apodolirion
  - Apodolirion cedarbergense
  - Apodolirion lanceolatum
- genre Boophone
  - Boophone disticha
  - Boophone haemanthoides
- genre Brunsvigia
  - Brunsvigia bosmaniae
  - Brunsvigia comptonii
  - Brunsvigia gregaria
  - Brunsvigia orientalis
  - Brunsvigia radula
  - Brunsvigia radulosa
  - Brunsvigia striata
- genre Caliphruria
  - Caliphruria korsakoffii
  - Caliphruria subedentata
- genre Calostemma
  - Calostemma luteum
  - Calostemma purpureum
- genre Carpolyza
- genre Chlidanthus
  - Chlidanthus boliviensis
  - Chlidanthus fragrans
- non-classé Clinantheae
  - genre Clinanthus
    - Clinanthus humilis
    - Clinanthus incarnatus
    - Clinanthus mirabilis

  - genre Pamianthe
    - Pamianthe peruviana

  - genre Paramongaia
    - Paramongaia weberbaueri
- genre Clivia
  - Clivia caulescens
  - Clivia gardenii
  - Clivia miniata
    - variété Clivia miniata var. citrina
    - variété Clivia miniata var. miniata

  - Clivia mirabilis
  - Clivia nobilis
  - Clivia x cyrtanthiflora
- genre Crinum
  - Crinum abyssinicum
  - Crinum acaule
  - Crinum acaule x Crinum glaucum
  - Crinum amabile
  - Crinum americanum
  - Crinum amoenum
  - Crinum amphibium
  - Crinum asiaticum
    - variété Crinum asiaticum var. japonicum
    - variété Crinum asiaticum var. pedunculatum
    - variété Crinum asiaticum var. sinicum

  - Crinum bambusetum
  - Crinum binghamii
  - Crinum broussoneti
  - Crinum bulbispermum
  - Crinum buphanoides
  - Crinum calamistratum
  - Crinum campanulatum
  - Crinum carolo-schmidtii
  - Crinum crassicaule
  - Crinum cruentum
  - Crinum defixum
  - Crinum distichum
  - Crinum erubescens
  - Crinum euchrophyllum
  - Crinum fimbriatulum
  - Crinum firmifolium
  - Crinum flaccidum
  - Crinum foetidum
  - Crinum forbesii
  - Crinum giessii
  - Crinum glaucum
  - Crinum graminicola
  - Crinum humile
  - Crinum jagus
  - Crinum jasonii
  - Crinum kirkii
  - Crinum latifolium
  - Crinum ligulatum
  - Crinum lineare
  - Crinum lugardiae
  - Crinum macowanii
  - Crinum mauritianum
  - Crinum minimum
  - Crinum modestum
  - Crinum moorei
  - Crinum natans
    - sous-espèce Crinum natans subsp. natans

  - Crinum oliganthum
  - Crinum ornatum
  - Crinum paludosum
  - Crinum papillosum
  - Crinum politifolium
  - Crinum purpurascens
  - Crinum rautanenianum
  - Crinum razafindratsiraea
  - Crinum stuhlmannii
    - sous-espèce Crinum stuhlmannii subsp. delagoense

  - Crinum subcernuum
  - Crinum thaianum
  - Crinum variabile
  - Crinum venosum
  - Crinum verdoorniae
  - Crinum walteri
  - Crinum wattii
  - Crinum woodrowii
  - Crinum x powellii
  - Crinum yemense
- genre Crossyne
  - Crossyne flava
  - Crossyne guttata
- genre Cryptostephanus
  - Cryptostephanus haemanthoides
  - Cryptostephanus vansonii
- genre Cybistetes
- genre Cyrtanthus
  - Cyrtanthus angustifolius
  - Cyrtanthus attenuatus
  - Cyrtanthus aureolinus
  - Cyrtanthus brachyscyphus
  - Cyrtanthus breviflorus
  - Cyrtanthus carneus
  - Cyrtanthus collinus
  - Cyrtanthus contractus
  - Cyrtanthus debilis
  - Cyrtanthus elatus
  - Cyrtanthus epiphyticus
  - Cyrtanthus eucallus
  - Cyrtanthus falcatus
  - Cyrtanthus fergusoniae
  - Cyrtanthus flammosus
  - Cyrtanthus flanaganii
  - Cyrtanthus galpinii
  - Cyrtanthus guthrieae
  - Cyrtanthus helictus
  - Cyrtanthus herrei
  - Cyrtanthus huttonii
  - Cyrtanthus labiatus
  - Cyrtanthus leptosiphon
  - Cyrtanthus leucanthus
  - Cyrtanthus loddigesianus
  - Cyrtanthus mackenii
    - sous-espèce Cyrtanthus mackenii subsp. cooperi
    - sous-espèce Cyrtanthus mackenii subsp. mackenii

  - Cyrtanthus macmasteri
  - Cyrtanthus macowanii
  - Cyrtanthus montanus
  - Cyrtanthus obliquus
  - Cyrtanthus obrienii
  - Cyrtanthus ochroleucus
  - Cyrtanthus odorus
  - Cyrtanthus sanguineus
    - sous-espèce Cyrtanthus sanguineus subsp. salmonoides

  - Cyrtanthus smithiae
  - Cyrtanthus speciosus
  - Cyrtanthus spiralis
  - Cyrtanthus staadensis
  - Cyrtanthus stenanthus
    - variété Cyrtanthus stenanthus var. stenanthus

  - Cyrtanthus suaveolens
  - Cyrtanthus thorncroftii
  - Cyrtanthus tuckii
    - variété Cyrtanthus tuckii var. transvaalensis

  - Cyrtanthus ventricosus
  - Cyrtanthus wellandii
- genre Eithea
  - Eithea blumenavia
- genre Eremocrinum
  - Eremocrinum albomarginatum
- genre Eucharis
  - Eucharis amazonica
  - Eucharis castelnaeana
  - Eucharis formosa
  - Eucharis x grandiflora
- genre Eucrosia
  - Eucrosia aurantiaca
  - Eucrosia bicolor
  - Eucrosia dodsonii
  - Eucrosia eucrosioides
  - Eucrosia mirabilis
  - Eucrosia stricklandii
- genre Eurycles
- genre Eustephia
  - Eustephia darwinii
- genre Famatina
  - Famatina andina
  - Famatina cisandina
  - Famatina maulensis
- genre Galanthus
  - Galanthus alpinus
    - variété Galanthus alpinus var. alpinus
    - variété Galanthus alpinus var. bortkewitschianus

  - Galanthus angustifolius
  - Galanthus cabardensis
  - Galanthus cilicicus
  - Galanthus elwesii
    - variété Galanthus elwesii var. elwesii
    - variété Galanthus elwesii var. monostictus

  - Galanthus fosteri
  - Galanthus gracilis
  - Galanthus ikariae
  - Galanthus koenenianus
  - Galanthus krasnovii
  - Galanthus lagodechianus
  - Galanthus nivalis
  - Galanthus nivalis x Galanthus x valentinei
  - Galanthus panjutinii
  - Galanthus peshmenii
  - Galanthus platyphyllus
  - Galanthus plicatus
    - sous-espèce Galanthus plicatus subsp. byzantinus
    - sous-espèce Galanthus plicatus subsp. plicatus

  - Galanthus reginae-olgae
    - sous-espèce Galanthus reginae-olgae subsp. reginae-olgae
    - sous-espèce Galanthus reginae-olgae subsp. vernalis

  - Galanthus rizehensis
  - Galanthus rizehensis x Galanthus woronowii
  - Galanthus transcaucasicus
  - Galanthus trojanus
  - Galanthus woronowii
  - Galanthus x allenii
  - Galanthus x valentinei
- genre Gethyllis
  - Gethyllis afra
  - Gethyllis britteniana
  - Gethyllis ciliaris
  - Gethyllis grandiflora
  - Gethyllis lanuginosa
  - Gethyllis namaquensis
  - Gethyllis verticillata
- genre Griffinia
  - Griffinia espiritensis
  - Griffinia hyacinthina
  - Griffinia nocturna
  - Griffinia parviflora
  - Griffinia rochae
- genre Habranthus
  - Habranthus andalgalensis
  - Habranthus brachyandrus
  - Habranthus estensis
  - Habranthus gracilifolius
  - Habranthus immaculatus
  - Habranthus irwinianus
  - Habranthus itaobinus
  - Habranthus jamesonii
  - Habranthus magnoi
  - Habranthus martinezii
  - Habranthus pedunculosus
  - Habranthus robustus
  - Habranthus tubispathus
    - variété Habranthus tubispathus var. texanus
- genre Haemanthus
  - Haemanthus albiflos
  - Haemanthus amarylloides
  - Haemanthus coccineus
  - Haemanthus crispus
  - Haemanthus deformis
  - Haemanthus graniticus
  - Haemanthus humilis
    - sous-espèce Haemanthus humilis subsp. hirsutus

  - Haemanthus montanus
  - Haemanthus pauculifolius
  - Haemanthus pumilio
  - Haemanthus roseus
  - Haemanthus sanguineus
- genre Hannonia
  - Hannonia hesperidum
- genre Haylockia
- genre Hessea
  - Hessea breviflora
  - Hessea pilosula
  - Hessea pulcherrima
  - Hessea speciosa
  - Hessea stellaris
  - Hessea stenosiphon
  - Hessea zeyheri
- genre Hieronymiella
  - Hieronymiella argentina
  - Hieronymiella marginata
- genre Hippeastrum
  - Hippeastrum ambiguum
  - Hippeastrum argentinum
  - Hippeastrum aulicum
  - Hippeastrum brasilianum
  - Hippeastrum breviflorum
  - Hippeastrum calyptratum
  - Hippeastrum cipoanum
  - Hippeastrum cybister
  - Hippeastrum doraniae
  - Hippeastrum evansiae
  - Hippeastrum hybrid cultivar
  - Hippeastrum leopoldii
  - Hippeastrum macbridei
  - Hippeastrum machupijchense
  - Hippeastrum mandonii
  - Hippeastrum mollevillquense
  - Hippeastrum morelianum
  - Hippeastrum nelsonii
  - Hippeastrum papilio
  - Hippeastrum parodii
  - Hippeastrum psittacinum
  - Hippeastrum puniceum
  - Hippeastrum reticulatum
  - Hippeastrum rutilum
  - Hippeastrum striatum
  - Hippeastrum stylosum
  - Hippeastrum traubii
  - Hippeastrum vittatum
- genre Hymenocallis
  - Hymenocallis acutifolia
  - Hymenocallis caribaea
  - Hymenocallis chiapasiana
  - Hymenocallis coronaria
  - Hymenocallis eucharidifolia
  - Hymenocallis glauca
  - Hymenocallis latifolia
  - Hymenocallis littoralis
  - Hymenocallis maximiliani
  - Hymenocallis rotata
  - Hymenocallis speciosa
  - Hymenocallis tubiflora
- genre Ismene
  - Ismene amancaes
  - Ismene hawkesii
  - Ismene longipetala
  - Ismene narcissiflora
  - Ismene vargasii
  - Ismene x deflexa
- genre Lapiedra
  - Lapiedra martinezii
- genre Leptochiton
  - Leptochiton quitoensis
- genre Leucojum
  - Leucojum aestivum
    - sous-espèce Leucojum aestivum subsp. pulchellum

  - Leucojum vernum
    - sous-espèce Leucojum vernum subsp. carpathicum
- genre Lycoris
  - Lycoris albiflora
  - Lycoris anhuiensis
  - Lycoris aurea
    - variété Lycoris aurea var. angustitepala

  - Lycoris caldwellii
  - Lycoris chinensis
  - Lycoris chinensis x Lycoris radiata var. pumila
  - Lycoris chinensis x Lycoris sprengeri
  - Lycoris flavescens
  - Lycoris haywardii
  - Lycoris houdyshelii
  - Lycoris incarnata
  - Lycoris koreana
  - Lycoris longituba
    - variété Lycoris longituba var. flava

  - Lycoris radiata
    - variété Lycoris radiata var. pumila
    - variété Lycoris radiata var. radiata

  - Lycoris rosea
  - Lycoris sanguinea
    - variété Lycoris sanguinea var. sanguinea

  - Lycoris shaanxiensis
  - Lycoris sprengeri
  - Lycoris squamigera
  - Lycoris straminea
  - Lycoris traubii
  - Lycoris uydoensis
  - Lycoris x chejuensis
- genre Namaquanula
  - Namaquanula bruce-bayeri
- genre Narcissus
  - Narcissus albimarginatus
  - Narcissus alcaracensis
  - Narcissus assoanus
    - variété Narcissus assoanus var. assoanus

  - Narcissus asturiensis
  - Narcissus atlanticus
  - Narcissus baeticus
  - Narcissus bicolor
  - Narcissus blancoi
  - Narcissus broussonetii
  - Narcissus bulbocodium
    - sous-espèce Narcissus bulbocodium subsp. quintanilhae
    - sous-espèce Narcissus bulbocodium subsp. validus

  - Narcissus calcicola
  - Narcissus cantabricus
    - variété Narcissus cantabricus var. cantabricus
    - variété Narcissus cantabricus var. foliosus

  - Narcissus cavanillesii
  - Narcissus concolor
  - Narcissus conspicuus
  - Narcissus cuatrecasasii
  - Narcissus cyclamineus
  - Narcissus dubius
  - Narcissus elegans
  - Narcissus enemeritoi
  - Narcissus fernandesii
  - Narcissus gaditanus
  - Narcissus gigas
  - Narcissus graellsii
  - Narcissus hedraeanthus
  - Narcissus hispanicus
    - sous-espèce Narcissus hispanicus subsp. bujei

  - Narcissus hybrid cultivar
  - Narcissus jacetanus
  - Narcissus jonquilla
  - Narcissus longispathus
  - Narcissus lusitanicus
  - Narcissus miniatus
  - Narcissus munozii-garmendiae
  - Narcissus nivalis
  - Narcissus obesus
  - Narcissus obsoletus
  - Narcissus papyraceus
    - sous-espèce Narcissus papyraceus subsp. pachybolbus
    - sous-espèce Narcissus papyraceus subsp. panizzianus
    - sous-espèce Narcissus papyraceus subsp. papyraceus

  - Narcissus poeticus
    - sous-espèce Narcissus poeticus subsp. hellenicus
    - sous-espèce Narcissus poeticus subsp. radiiflorus

  - Narcissus pseudonarcissus
    - sous-espèce Narcissus pseudonarcissus subsp. leonensis
    - sous-espèce Narcissus pseudonarcissus subsp. minor
    - sous-espèce Narcissus pseudonarcissus subsp. moschatus
    - sous-espèce Narcissus pseudonarcissus subsp. nevadensis
    - sous-espèce Narcissus pseudonarcissus subsp. nobilis
    - sous-espèce Narcissus pseudonarcissus subsp. pallidiflorus
    - sous-espèce Narcissus pseudonarcissus subsp. radinganorum

  - Narcissus romieuxii
  - Narcissus rupicola
    - sous-espèce Narcissus rupicola subsp. marvieri
    - sous-espèce Narcissus rupicola subsp. rupicola
    - sous-espèce Narcissus rupicola subsp. watieri

  - Narcissus scaberulus
  - Narcissus segurensis
  - Narcissus serotinus
  - Narcissus tazetta
    - sous-espèce Narcissus tazetta subsp. aureus
    - sous-espèce Narcissus tazetta subsp. italicus
    - variété Narcissus tazetta var. chinensis

  - Narcissus tortifolius
  - Narcissus triandrus
    - sous-espèce Narcissus triandrus subsp. capax
    - sous-espèce Narcissus triandrus subsp. triandrus
      - variété Narcissus triandrus var. triandrus

  - Narcissus viridiflorus
  - Narcissus willkommii
  - Narcissus x alentejanus
  - Narcissus x odorus
  - Narcissus x perezlarae
  - Narcissus yepesii
- genre Nerine
  - Nerine alta
  - Nerine bowdenii
  - Nerine humilis
  - Nerine huttoniae
  - Nerine laticoma
  - Nerine masonorum
  - Nerine platypetala
  - Nerine sarniensis
  - Nerine undulata
- genre Pabellonia
- genre Pancratium
  - Pancratium arabicum
  - Pancratium canariense
  - Pancratium foetidum
    - variété Pancratium foetidum var. oranense
    - variété Pancratium foetidum var. tunetanum

  - Pancratium illyricum
  - Pancratium linosae
  - Pancratium maritimum
  - Pancratium maximum
  - Pancratium sickenbergeri
  - Pancratium tenuifolium
  - Pancratium tortuosum
  - Pancratium trianthum
  - Pancratium zeylanicum
- genre Phaedranassa
  - Phaedranassa cinerea
  - Phaedranassa dubia
  - Phaedranassa schizantha
  - Phaedranassa tunguraguae
  - Phaedranassa ventricosa
  - Phaedranassa viridiflora
- genre Phycella
  - Phycella angustifolia
  - Phycella australis
  - Phycella bicolor
  - Phycella cyrtanthoides
  - Phycella herbertiana
  - Phycella ignea
  - Phycella scarlatina
- genre Placea
  - Placea arzae
  - Placea davidii
  - Placea germainii
  - Placea lutea
  - Placea ornata
- genre Plagiolirion
  - Plagiolirion horsmannii
- genre Proiphys
  - Proiphys ambionensis
  - Proiphys cunninghamii
- genre Pyrolirion
  - Pyrolirion cutleri
  - Pyrolirion tubiflorum
- genre Rauhia
  - Rauhia decora
  - Rauhia multiflora
  - Rauhia staminosa
- genre Rhodolirium
  - Rhodolirium speciosum
- genre Rhodophiala
  - Rhodophiala advena
  - Rhodophiala ananuca
  - Rhodophiala andicola
  - Rhodophiala araucana
  - Rhodophiala bagnoldii
  - Rhodophiala bifida
    - sous-espèce Rhodophiala bifida subsp. bifida
    - sous-espèce Rhodophiala bifida subsp. granatiflora

  - Rhodophiala chilensis
  - Rhodophiala cipoana
  - Rhodophiala elwesii
  - Rhodophiala moelleri
  - Rhodophiala montana
  - Rhodophiala phycelloides
  - Rhodophiala pratensis
  - Rhodophiala rhodolirion
  - Rhodophiala splendens
  - Rhodophiala tiltilensis
- genre Scadoxus
  - Scadoxus cinnabarinus
  - Scadoxus membranaceus
  - Scadoxus multiflorus
    - sous-espèce Scadoxus multiflorus subsp. katharinae

  - Scadoxus puniceus
- genre Sprekelia
  - Sprekelia formosissima
  - Sprekelia howardii
- genre Stemmatium
- genre Stenomesson
  - Stenomesson aurantiacum
  - Stenomesson chloranthum
  - Stenomesson flavum
  - Stenomesson leucanthum
  - Stenomesson miniatum
  - Stenomesson pearcei
  - Stenomesson variegatum
- genre Sternbergia
  - Sternbergia candida
  - Sternbergia clusiana
  - Sternbergia colchiciflora
  - Sternbergia greuteriana
  - Sternbergia lutea
  - Sternbergia pulchella
  - Sternbergia sicula
  - Sternbergia vernalis
- genre Strumaria
  - Strumaria aestivalis
  - Strumaria bidentata
  - Strumaria chaplinii
  - Strumaria discifera
  - Strumaria picta
  - Strumaria salteri
  - Strumaria spiralis
  - Strumaria tenella
  - Strumaria truncata
  - Strumaria watermeyeri
- genre Tocantinia
  - Tocantinia mira
- genre Traubia
  - Traubia modesta
- genre Ungernia
  - Ungernia flava
  - Ungernia tadschicorum
- genre Urceolina
  - Urceolina microcrater
  - Urceolina peruviana
- genre Vagaria
  - Vagaria ollivieri
  - Vagaria parviflora
- genre Worsleya
  - Worsleya procera
  - Worsleya rayneri
- genre Zephyranthes
  - Zephyranthes albiella
  - Zephyranthes americana
  - Zephyranthes andina
  - Zephyranthes atamasco
  - Zephyranthes bifolia
  - Zephyranthes candida
  - Zephyranthes cardinalis
  - Zephyranthes carinata
  - Zephyranthes cearensis
  - Zephyranthes challensis
  - Zephyranthes chlorosolen
  - Zephyranthes citrina
  - Zephyranthes clintiae
  - Zephyranthes concolor
  - Zephyranthes drummondii
  - Zephyranthes filifolia
  - Zephyranthes flavissima
  - Zephyranthes guatemalensis
  - Zephyranthes lindleyana
  - Zephyranthes longistyla
  - Zephyranthes macrosiphon
  - Zephyranthes mesochloa
  - Zephyranthes minima
  - Zephyranthes morrisclintii
  - Zephyranthes orellanae
  - Zephyranthes puertoricensis
  - Zephyranthes pulchella
  - Zephyranthes rosea
  - Zephyranthes seubertii
  - Zephyranthes simpsonii
  - Zephyranthes smallii
  - Zephyranthes treatiae
  - Zephyranthes tubispatha
  - Zephyranthes x ajax